# SCO-리눅스 논란
SCO 그룹과 리눅스 벤더 및 사용자 간의 일련의 법적 분쟁에서 SCO는 IBM과의 라이선스 계약이 IBM이 리눅스에 통합하기 위해 작성하고 기증한 소스 코드가 SCO의 계약상 권리를 위반하여 추가되었음을 의미한다고 주장했다. 리눅스 커뮤니티 회원들은 SCO의 주장에 동의하지 않았다. IBM, 노벨, 레드햇은 SCO를 상대로 소송을 제기했다.
2007년 8월 10일, SCO v. 노벨의 연방 지방 법원 판사는 약식 판결에서 SCO 그룹이 아닌 노벨이 유닉스 운영 체제에 대한 저작권의 적법한 소유자라고 판결했다. 법원은 또한 "SCO는 IBM과 시퀀트(Sequent)에 대한 SCO의 청구에 대한 노벨의 포기를 인정할 의무가 있다"고 판결했다. 판결 후 노벨은 유닉스에 대해 사람들을 고소하는 데 관심이 없다고 발표하고 "우리는 리눅스에 유닉스가 있다고 믿지 않는다"고 말했다. 2008년 11월 20일 최종 지방법원 판결에서는 약식 판결을 확인하고 이자 지급과 건설적 신탁을 추가했다.
2009년 8월 24일, 미국 제10순회 항소법원은 지방법원 판결을 부분적으로 뒤집었다. 항소 법원은 저작권 소유권 및 노벨의 계약상 포기 권리 문제에 대한 재판을 다시 진행했다. 법원은 2003년 썬 계약에 대해 노벨에 부여된 2,547,817달러의 보상금을 지지했다.
2010년 3월 30일 배심원 재판 후 SCO 그룹이 아닌 노벨이 만장일치로 UNIX 및 UnixWare 저작권의 소유자로 밝혀졌다. SCO 그룹은 파산관재인인 에드워드 칸(Edward Cahn)을 통해 SCO 수익 감소를 야기한 IBM을 상대로 소송을 계속하기로 결정했다.
2016년 3월 1일, SCO가 IBM을 상대로 제기한 소송은 기각되었다. SCO는 그 달 말에 항소를 제기했다.

## 같이 보기
- 카피프로드